# 11.ª Região Militar
A 11.ª Região Militar (11.ª RM) é uma das doze regiões militares do Exército Brasileiro. É também conhecida como Região Tenente-coronel Luiz Cruls.

## História
Está sediada em Brasília, no Distrito Federal. Abrange também Goiás, Tocantins e Triângulo Mineiro.
Desde 2002 porta a insígnia da Ordem do Mérito Militar, concedida pelo presidente Fernando Henrique Cardoso.

## Organizações Militares Subordinadas
- 11ª Região Militar - Brasília - DF
  - Comando da 11ª Região Militar - Brasília - DF
  - Companhia de Comando da 11ª Região Militar - Brasília - DF
  - Hospital Militar de Área de Brasília - Brasília - DF
  - 11º Depósito de Suprimento - Brasília - DF
  - 7ª Circunscrição de Serviço Militar - Brasília - DF
  - Prefeitura Militar de Brasília - Brasília - DF
  - Batalhão de Polícia do Exército de Brasília - Brasília - DF
  - Batalhão da Guarda Presidencial - Brasília - DF
  - 1º Regimento de Cavalaria de Guardas Brasília - DF